# Dumitra (okręg Alba)
Dumitra – wieś w Rumunii, w okręgu Alba, w gminie Sântimbru. W 2011 roku liczyła 104 mieszkańców.